# Pardosa xerophila
Pardosa xerophila là một loài nhện trong họ Lycosidae.
Loài này thuộc chi Pardosa. Pardosa xerophila được Theodor Vogel miêu tả năm 1964.